# Rathaus Calau

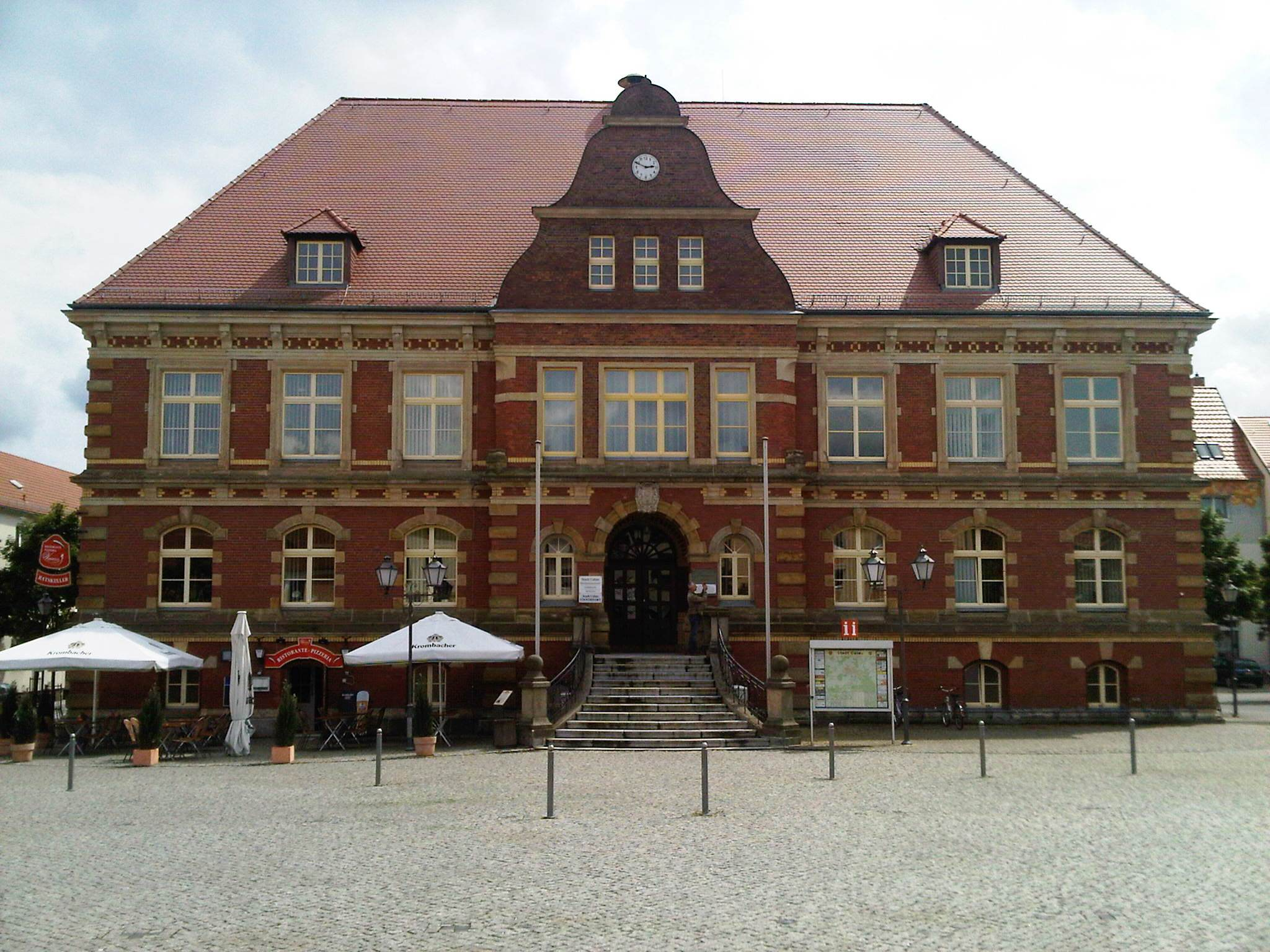
Rathaus Calau, Juni 2014

Das Rathaus Calau befindet sich im Zentrum der Altstadt von Calau, einer Kleinstadt im südbrandenburgischen Landkreis Oberspreewald-Lausitz.

## Lage
Das Gebäude wird im Norden von der Schlossstraße, im Westen von der Straße Platz des Friedens, im Osten von der Töpferstraße sowie im Süden von der Kirchstraße begrenzt. Nördlich des Bauwerks befindet sich eine große Freifläche, die für Veranstaltungen und Feierlichkeiten genutzt wird. Dort steht auch einer der acht ehemaligen Röhrkasten, mit denen die Stadt im 14. und 15. Jahrhundert mit Trinkwasser versorgt wurde. Er diente heute als Springbrunnen.

## Geschichte und Architektur

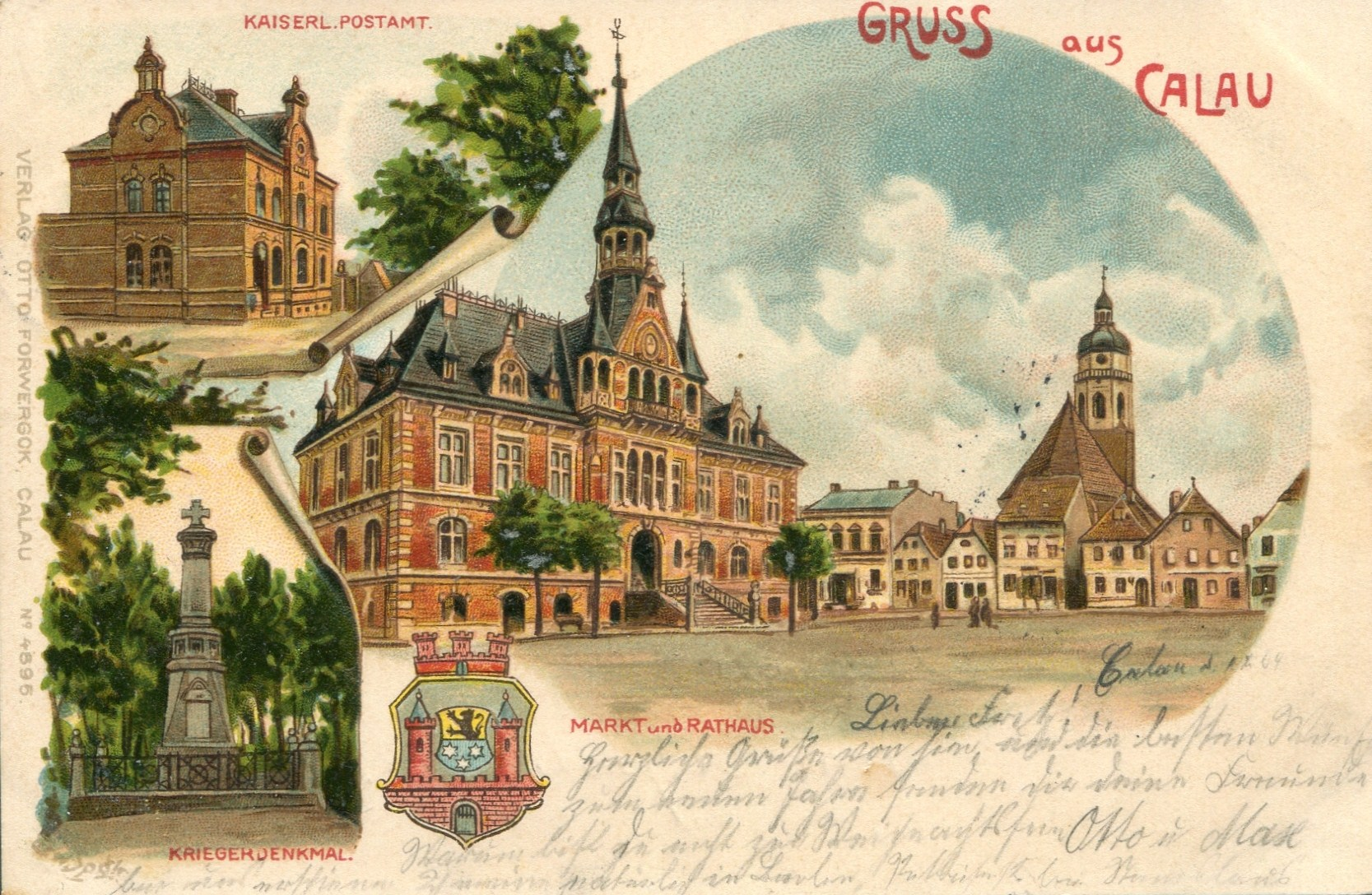
Das Rathaus vor der Zerstörung im Zweiten Weltkrieg auf einer Postkarte aus dem Jahr 1904

Das im Stil der Neorenaissance gehaltene Baudenkmal wurde in den Jahren 1879 und 1880 an Stelle eines 200 Jahre alten Vorgängerbaus nach Plänen von Heinrich Seeling errichtet. Es hatte ursprünglich einen aufwändig gestalteten Giebel und einen hohen Turm mit achteckiger Laterne und Spitzhelm. Im Zweiten Weltkrieg brannte das Gebäude aus, zwischen 1946 und 1948 wurde es in vereinfachter Ausführung und ohne Turm wiederaufgebaut.
Der zweigeschossige, rötliche Backsteinbau ist mit hellen Gesimsen aus Sandstein gegliedert. Die Nordfassade öffnet sich zur Freifläche und dient auch als Hauptzugang zum Gebäude. Ein großes Portal ist über eine Steintreppe erreichbar. Es führt zum höher gelegenen Erdgeschoss, welches durch je drei mit einem leichten Rundbogen eingefasste Fenster versehen ist. Neben dem Portal befinden sich zwei weitere, ähnlich gestaltete, Fenster. Diese werden im Obergeschoss durch symmetrisch angeordnete rechteckige Fenster nach oben hin verlängert. Im Walmdach sind zwei weitere Dachgauben vorhanden, während über dem Portal eine große geschwungene Blende mit drei deutlich kleineren Fenstern eingefasst ist. Darüber ist – mit einem weiteren Gesims gegliedert – eine Uhr angebracht.

## Besonderheit

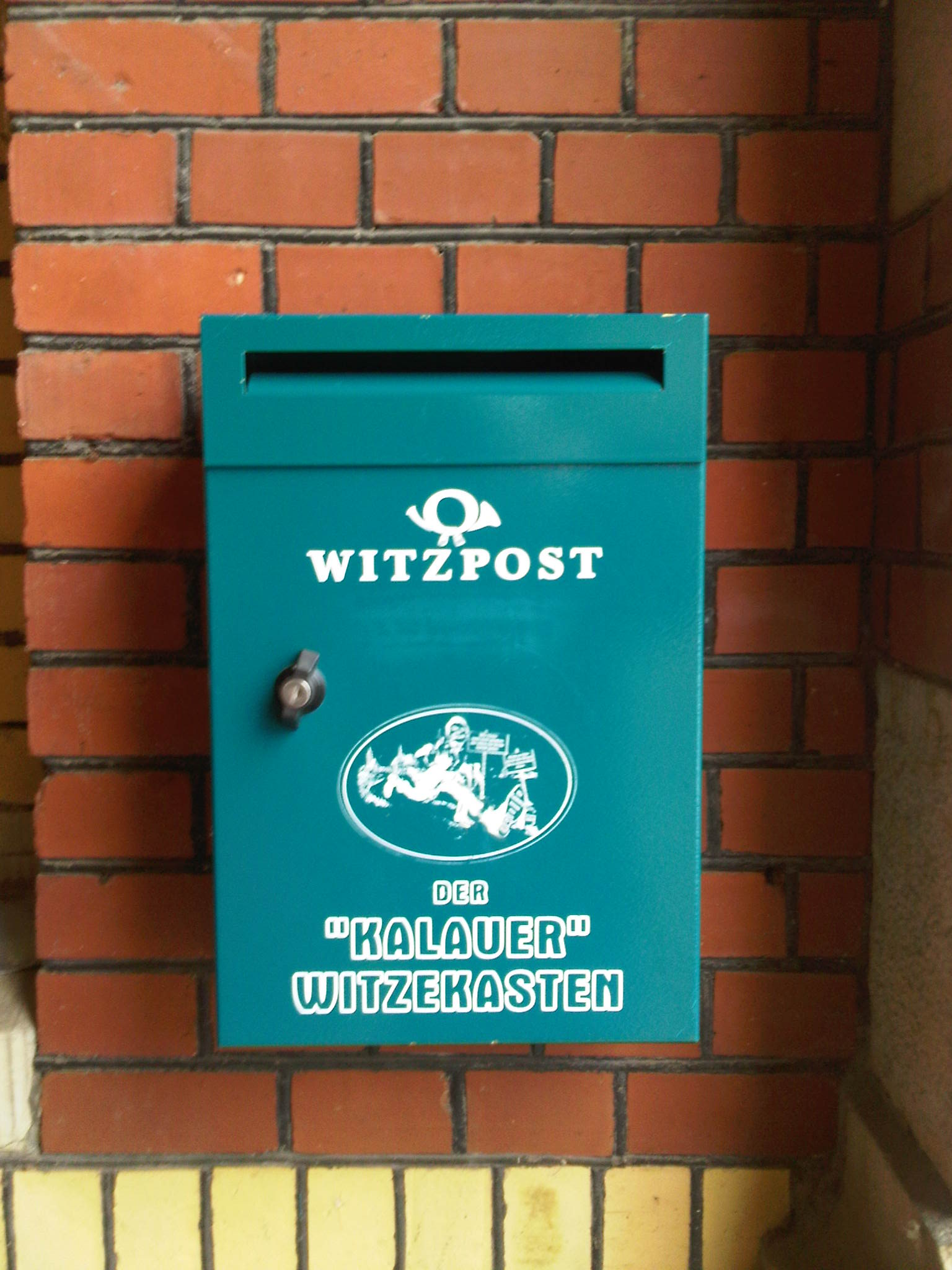
Briefkasten für die Witzpost

Die Stadt nimmt für sich in Anspruch, dass dort die Kalauer entstanden seien. Am Eingangsportal befindet sich daher an der rechten Seite ein Briefkasten für die Witzpost. Die Calauer Bürger sind aufgerufen, ihre Kalauer dort einzuwerfen. Diese werden im Amtsblatt der Stadt abgedruckt.